# Musica sul 2
Musica sul 2 è stato un programma televisivo italiano di genere musicale in onda dal 2011 in prima serata su Rai 2 e talvolta replicato sempre in prima serata su Rai 5.

## Puntate
| Titolo                                              | Messa in onda     | Telespettatori | Share  |
| --------------------------------------------------- | ----------------- | -------------- | ------ |
| Gianna Nannini sul 2 - Io e te                      | 27 dicembre 2011  | 2.207.000      | 8,35%  |
| Tiziano Ferro sul 2 - L'amore è una cosa semplice   | 3 gennaio 2012    | 1.859.000      | 6,92%  |
| Ligabue sul 2 - Sotto bombardamento                 | 8 maggio 2012     | 1.059.000      | 3,93%  |
| Giorgia sul 2 - Dietro le apparenze                 | 30 agosto 2012    | 1.195.000      | 6,02%  |
| Biagio Antonacci sul 2 - Pensiero inedito           | 5 settembre 2012  | 1.725.000      | 7,56%  |
| Negramaro sul 2 - Dieci anni di una storia semplice | 17 settembre 2012 | 407.000        | 3,72%  |
| Eros Ramazzotti sul 2 - Io sono te                  | 1º gennaio 2013   | 2.205.000      | 9,03%  |
| Andrea Bocelli - L'avventura di una voce            | 31 marzo 2013     | 2.484.000      | 10,10% |